# Thylacandra
Thylacandra là một chi bướm đêm thuộc phân họ Olethreutinae, trong họ Tortricidae.

## Các loài
- Thylacandra argyromixtana (Mabille, 1900)
- Thylacandra endotera Diakonoff, 1983
- Thylacandra malagassana (Saalmuller, 1880)
- Thylacandra melanotoma Diakonoff, 1983
- Thylacandra sycophyes Diakonoff, 1970